# わくわく体験広場

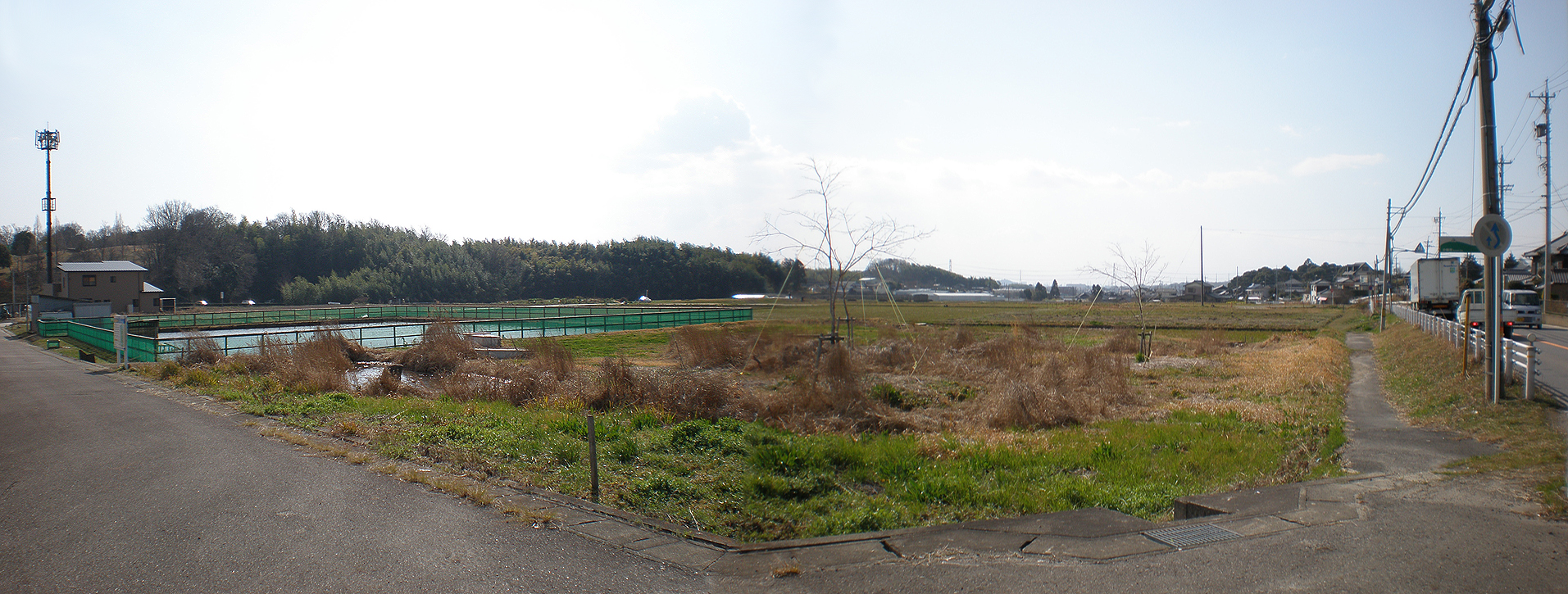
わくわく体験広場

わくわく体験広場（わくわくたいけんひろば）は、愛知県小牧市にある自然および農業体験施設。

## 概要
元々休耕田だった土地を使って整備された。施設内には田んぼや畑、ビオトープがある。田んぼや畑に植えられている植物は、市内の子供達の手によって栽培・収穫される。

## イベント
- 魚の掴み取り - 田植え前の田んぼを利用して行われる、魚の掴み取り。鯉やフナなどが放流される。開催されるのは、毎年5月5日のこどもの日。
- ジャガイモ作り - ジャガイモの種の植え付けから収穫までを体験するイベント。毎年春から初夏にかけて行われる。
- もち米作り
- サツマイモ掘り

## 所在地
- 愛知県小牧市野口大山地内

## 交通手段
- こまき巡回バス - 「児神社前」バス停留所下車、徒歩で約5分。

## 周辺
- 愛知県道178号明知小牧線
- 大山川
- 市民四季の森
- ホタルの里
- 兒里の家
- ハートランド小牧の杜
- オーネスト小牧台
- 愛厚ホーム小牧苑 - 愛知県厚生事業団が運営する特別養護老人ホーム。
- サンフレンド - 社会福祉法人・あいち清光会が運営する知的障害者更生施設。